# Швайггерс
Швайггерс (нем. Schweiggers) — ярмарочная коммуна (нем. Marktgemeinde) в Австрии, в федеральной земле Нижняя Австрия.
Входит в состав округа Цветль. Площадь общины составляет 58,67 км², население — 2024 человека (1 января 2021), плотность населения — 34 чел./км². Официальный код — 32525.

## Население
| Год  | Численность |
| ---- | ----------- |
| 1869 | 2724        |
| 1889 | 2669        |
| 1890 | 2622        |
| 1900 | 2556        |
| 1910 | 2619        |
| 1923 | 2545        |
| 1934 | 2544        |
| 1939 | 2419        |
| 1951 | 2292        |
| 1961 | 2161        |
| 1971 | 2162        |
| 1981 | 2127        |
| 1991 | 2067        |
| 2001 | 2039        |
| 2011 | 2000        |
| 2021 | 2024        |

## Политическая ситуация
Бургомистр коммуны — Йохан Хёльцль (АНП) по результатам выборов 2005 года.
Совет представителей коммуны (нем. Gemeinderat) состоит из 21 места.
- АНП занимает 21 место.